# لاري تايلور (ممثل)
لاري تايلور (بالإنجليزية: Larry Taylor)‏ هو ممثل بريطاني (وحمل سابقاً جنسية المملكة المتحدة لبريطانيا العظمى وأيرلندا)، ولد في 13 يوليو 1918 في المملكة المتحدة، وتوفي في 6 أغسطس 2003 في جنوب أفريقيا.

## وصلات خارجية
- لاري تايلور على موقع IMDb (الإنجليزية)
- لاري تايلور على موقع قاعدة بيانات الفيلم (الإنجليزية)